# 가자 전투 (2007년)
가자 전투는 2007년 6월 10일부터 15일까지 가자 지구에서 벌어진 파타와 하마스 간의 무력 충돌로, 2006년 팔레스타인 총선에서 파타의 패배 후 발생한 파타-하마스 분쟁 중 가장 큰 충돌이었다. 가자 전투로 통합 정부는 해산되었으며, 점령 과정에서 하마스 대원들이 파타 지도층을 구금하거나 추방함으로서, 팔레스타인 영토가 실질적으로 두 객체(팔레스타인 자치 정부 하의 서안 지구, 하마스 하의 가자 지구)로 나뉘게 되었다. 팔레스타인 인권 센터는 전투 중 최소 161명이 사망하고 700명이 부상을 입었다고 발표하였다.

## 배경

### 2006년 총선 이전
2003년, 팔레스타인 자치 정부 기본법이 통과되었으며,이에 따라, 직접 선출되는 고정 임기제 대통령과, 의회에서 선출하는 총리와 내각을 갖춘, 반대통령제 정부가 만들어졌다.
2004년 팔레스타인 문서에서 밝혀진 바에 따르면, 영국 비밀정보부는 하마스, 팔레스타인 이슬람 지하드, 알아크사 순교 여단 등 반대파에 대해 지휘통제 방해, 주요 인사의 구금, 무기와 자금 몰수를 통해, 전투 능력을 저하시켜, 파타가 자치 정부를 지배하게 하기 위한 계획을 세웠다. 계획의 내용은 파타 소속 자치 정부 고위층의 지브릴 라조브에게 전달되었으며, 서안 지구 자치 정부 내의 안보 기구 주도로 실행되었다.
2004년 11월 11일, 팔레스타인 자치 정부의 대통령인 야세르 아라파트가 사망하였으며, 이에 따라 2005년 1월 9일 가자 지구와 서안 지구에서 동시에 대통령 선거가 진행되었다. 하마스와 팔레스타인 이슬람 지하드가 대통령 선거를 보이콧함에 따라, 파타 대표 마흐무드 압바스가 대통령으로 선출되었다.
2005년 2월 8일, 마흐무드 압바스와 이스라엘 총리 아리엘 샤론은 휴전 협정을 체결하였는데, 같은 해 3월 17일 하마스도 이 휴전 협정을 인정하였다. 3월 19일에는 파타, 하마스, 해방대중전선, 해방민주전선 등 팔레스타인 내 주요 정당 12개가 모여 팔레스타인 카이로 선언을 발표하였으며, 이를 통해 팔레스타인 해방기구를 팔레스타인을 대표하는 유일한 기구로 인정하였으며, 하마스와 팔레스타인 이슬람 지하드가 해방기구에 참여할 가능성도 내비쳤다.
2005년 9월 12일 이스라엘의 가자 지구 철수가 완료됨에 따라, 이스라엘 정착민과 군인 모두가 가자 지구 바깥으로 퇴거하였고, 관련 시설은 모두 철거되었다. 9월 26일 이스라엘 경찰은 예루살렘 내 집회, 결사, 선거운동 금지 조치를 위반하였다는 이유로 하마스 소속원 450명 가량을 체포 및 구금하였는데, 이 중 다수는 2006년 총선에 대한 선거운동을 진행하던 중이었다.

### 2006년 총선
2006년 1월 25일 팔레스타인 총선이 실시되었으며, 선거 결과 하마스가 승리하여, 파타가 승리하길 원했던 미국과 이스라엘에게 상당한 충격을 안겨주었다. 1월 27일, 조지 W. 부시 미국 대통령은 "하마스의 선거 압승은 '현상 유지'에 대한 거부이자, 정직한 정부를 만들지 못한 '창단 멤버'에 대한 거부이다"라는 입장을 내놓았다.
2006년 1월 30일, 중동 콰르텟은 팔레스타인에서의 선거가 자유롭고 공정하게 치러졌음을 축하하며, "새로운 정부에 대한 향후 지원은 비폭력 원칙의 준수, 이스라엘의 인정, 중동 평화 로드맵을 포함한 기존 합의의 인정 여부에 따라 결정될 것이다"는 조건을 발표하였는데, 하마스는 "불공정한 조건으로 인해 팔레스타인인의 행복이 침해될 것이다"고 주장하며 조건 수용을 거부하였다.

### 제1차 하니야 정부
총선 후 파타 등 다른 정당은 하마스 주도의 연립 정부 참여를 거부하였다. 이에 따라 2006년 3월 29일 결성된 정부는 대부분 하마스 인사로 구성되어 있었으며, 하마스 대표 이스마일 하니야가 총리직을 맡았다. 국제 사회는 팔레스타인 자치 정부를 대상으로 한 경제 제제를 가했으며, 이스라엘과 이집트는 가자 지구와의 국경검문소를 폐쇄하였다.
국제 사회는 하마스의 집권을, 수십 년 간의 분쟁 해결 노력을 원점으로 되돌리는 것으로 받아들였기 때문에, 하마스를 무력으로 축출하고 압바스를 중심으로 권력을 재구성하려고 시도하였다. 이에 따라, 서방을 중심으로, 압바스 대통령의 직권으로 정부를 해산하고 새로 선거를 실시하여 파타가 정권을 잡게 한다는 구체적인 계획이 세워졌으나, 선거를 다시 실시하여도 하마스가 집권할 수 있다는 우려와, 직권으로 총선을 실시할 경우 정당성이 부족하다는 염려로 인해 실제로 실행에 옮겨지지는 않았다.
새 하마스 정부는 압바스 대통령과 지속적인 충돌을 빚었다. 압바스는 대통령령을 통해 독자적으로 행정적 권력을 행사했으며, 하니야 정부를 해산하겠다는 위협을 주기적으로 가하고, 가자 지구의 보안군을 대통령 직속으로 변경하였으며, 대통령 경호대의 규모를 90명에서 1,000명까지 늘렸다. 하마스는 알-카삼 여단 구성원을 중심으로 독자적인 군사 집단 '집행군'(Executive Force)을 설립함으로서 대응하였는데, 압바스는 헌법에 따라 대통령만 군대의 통제권을 가질 수 있다고 비판하였다. 양 군은 행동 면에서도 차이를 보였다 하마스 측은 이스라엘에 지속적인 무력 공격을 가했으나, 파타 측은 오슬로 협정을 준수해야 한다고 주장하였다.
하마스는 이란과 시리아로부터 경제적 및 군사적 지원을 받고 있었으며, 집행군의 규모를 6,000명까지 늘리겠다고 위협하였다. 이로 인해, 이 시기부터 미국, 이집트, 요르단, 튀르키예는 대통령 경호대를 강화하기 위해 군사 훈련을 제공했으며, 영국, 스페인, 유럽연합은 파타에게 차량이나 통신기 등 군사 장비를 지원했다. 요르단에 있는 팔레스타인 해방기구의 바드르 여단을 대통령 경호대에 합류시키자는 제안이 제기되기도 했다. 이스라엘 정보 기관도 대통령 경호대를 지원했지만, 제2차 인티파다 당시 CIA가 훈련을 제공했던 팔레스타인 보안군 일부가 알아크사 여단에 합류했던 사건으로 인해 염려를 나타내기도 했다.
2006년 6월 25일 알-카삼 여단이 가자 지구 터널을 통한 검문소 공격을 통해 이스라엘 병사 길라드 샬리트를 납치하자, 이스라엘은 여름비 작전을 통해 입법회 의원 33명을 포함해 하마스 지도층 49명을 체포하였다.

### 제2차 하니야 정부
압바스 대통령과 파타 주도의 팔레스타인 해방기구는 하마스 정부를 해산하고 국제 사회가 인정할 만한 정부로 대체하겠다는 계획을 세웠다. 팔레스타인 문서에 드러난 바에 따르면, 이 정부는 2007년 중반 경 결성될 예정이었으며, 이 정부 또한 중동 콰르텟의 기준에 맞지 않으면 아바스가 정부를 해산한 다음 임시 정부를 결성하거나 조기 선거를 실시할 계획이었다.
2006년 10월, 미국, 이스라엘, 아랍권 등 여러 국가는, 하마스가 중동 콰르텟의 조건을 받아들이지 않을 경우 강제로 정권을 빼앗아야 한다고 주장하였다. 2006년 12월 압바스 대통령은 새로 대통령 선거와 총선거를 실시할 것을 제안하였는데, 파타와 하마스 모두 거부하였다.
2007년 2월 8일, 파타와 하마스는 무력 대치를 멈추자는 합의를 체결하였으며, 동시에 연립 정부를 결성하기로 합의하였다. 연립 정부는 2007년 3월 결성되었다.

## 전투
국제전략문제연구소에 따르면, 2007년 6월 갈등이 촉발된 이유는, 대통령 경호대가 가자 지구를 점거하기 위해 움직이고 있다고 하마스가 확신했기 때문이었다.
2007년 6월 10일, 파타와 하마스 간의 갈등이 무력 충돌로 나타났다. 파타 측의 주요 병력은 대통령 경호대였으며, 하마스 측의 주요 병력은 집행군이었다. 하마스는 파타 고위 간부 일부를 생포하였으며, 이 중 대통령 경호대 간부 모함메드 스웨이르키를 가자에서 제일 높은 건물인 15층 아파트의 옥상에서 떨어트려 죽였다. 파타는 가자 모스크의 이맘인 모함메드 알리파티를 공격해 살해함으로서 대응하였으며, 하니야 총리의 관저에 총격을 가했다. 자정 직전에는 하마스 대원 한 명을 12층 건물에서 떨어트려 죽이기도 하였다.
6월 11일, 압바스 대통령과 하니야 총리의 관저가 모두 총기 사격과 포격을 받았다.
6월 12일 하마스는 파타가 점거한 군사 초소를 공격하기 시작하였다. 하마스 전투원들은 가자를 중심으로 파타 본부 여러 곳을 로켓과 자동화기로 공격하였으며, 자발리아에 있는 대규모 파타 군사 기지도 하마스에게 함락되었다.
6월 13일, 하마스는 가자 북부에 있는 팔레스타인 보안군 본부를 공격하였다. 저격수를 배치하기 위해 고층 건물을 둘러싸고 총격전이 벌어졌으며, 하마스는 가자 남북을 잇는 도로를 점거하던 파타 초소를 철거했다고 발표하였다. 또한, 칸유니스에 있는 팔레스타인 보안 예방군 본부가 폭발하여, 다섯 명이 사망하였다.
6월 14일, 하마스가 국가 보안군 본부에 있는 차량과 무기를 탈취하자, 압바스 대통령은 국가 비상사태를 선포하고 연립 정부를 해산하였다. 하마스가 가자의 정부 청사를 점령하는 과정에서 10명이 숨졌으며, 하마스가 진행한 TV 중계에서는 청사 내에 있는 무기, 지프차, 박격포 포탄, 방탄복을 보여주었는데, 하마스는 이를 이집트와의 국경을 통해, 미국과 이스라엘이 파타에게 공급한 무기라고 주장하였다. 또한 하마스는 정부 청사가 위치한 지역의 이름을 텔알하와에서 텔알이슬람으로 바꾸었다. 같은 날 오후 AP는 가자 전역을 뒤흔드는 폭발이 일어났다고 보도하였는데, 파타는 초소를 하마스에게 넘겨 주지 않기 위해 철수 및 재배치 과정에서 폭파했기 때문이라고 발표하였다. 오후 늦게 하마스는 가자 지구 남부의 라파를 점령하였는데, 라파 국경검문소에 있던 다국적 감시단은 안전 상의 이유로 이미 아슈켈론으로 대피해 있었다.
6월 15일 하마스는 가자 지구를 군사적으로 완전히 장악하였으며, 자치 정부의 요직을 전부 하마스 소속원으로 교체하였다.

## 군사 쿠데타 주장
파타는 하마스의 가자 지구 점거를 완전한 군사 쿠데타라고 주장하였다. 하마스는 이에 대해, 미국이 하마스를 정권에서 강제로 축출하기 위해, 미국 중앙정보국의 지원을 받아 모함메드 다란의 주도로 하마스에 대한 쿠데타를 준비하고 있었기 때문에, 하마스가 선제적 대응 차원에서 가자를 점거한 것이라고 주장하였다.
알라스테어 크룩에 따르면, 2003년 당시 영국 총리이던 토니 블레어는, 미국의 대하마스 대분란전에 영국과 유럽연합이 참여해야 한다고 결정하였는데, 이로 인해 미국의 계획 이외에 평화 협정을 위한 어떠한 외교 정책도 펼치지 못하게 되는, 내부 정책 모순이 발생하였다. 대외적으로 유럽연합은 파타와 하마스 간의 평화를 중재해야 했지만, 실질적으로는 방해, 구금, 압류를 통해 한 쪽 파벌의 능력을 약화시키고, 의회의 기능을 차단했다. 크록은 또한 중동 콰르텟이 제시했던 조건은 외교적 해결을 위한 제안이 아닌, 하마스와의 회담을 막기 위해 작성한 것이였으며, 영국과 미국 정보 기관은 하마스 정권을 실각시키기 위해 '가벼운' 쿠데타를 준비하고 있었다고 덧붙였다.

## 국제법 위반 논란
휴먼 라이츠 워치는 양 측 모두 국제인도법을 위반하고 있으며, 전쟁범죄에 해당할 만큼 심한 경우도 있다고 비판하였다. 휴먼 라이즈 워치에 따르면, 파타와 하마스 무장대원들은 전투에 관여하지 않은 사람이라도 살해하였으며, 병원 근처나 안에서 총기를 사용한 전투를 벌였으며, 포로와 정치적 반대파를 공개적으로 처형했으며, 죄수를 고층 건물에서 떨어트리고, 취재 표시가 있는 차량에 총격을 가했다.
전투 내내 많은 약탈도 자행되었다. 팔레스타인의 전 지도자인 야세르 아라파트의 집에서는 가구, 벽지, 개인 소장품이 약탈당했으며, 파타 지휘관 모함메드 다란과 마흐무드 압바스의 해안 대통령 별장도 약탈되었다.
하마스 집권 초기 1개월 동안, 파타와 자치 정부 소속의 1,000명 가량이 불법적으로 체포되거나 구금되었다. 팔레스타인 인권 센터와 국제앰네스티는 하마스 무장대원들에 의해 납치되어 고문받은 여러 사례를 기록하였다.

## 결과

### 정부의 분리
2007년 6월 14일 압바스 대통령은 가자 지구 장악으로 인해 비상사태를 선포하고, 하니야 정부를 해산한 다음 대통령 명령으로 살람 파야드를 총리로 임명하였다. 하니야는 이 명령을 수용하지 않았으며, 압바스가 미국의 지원을 받아 자신을 실각시키려 한다고 주장하였다. 하마스 소속의 입법회 위원들은, 팔레스타인 기본법에 의하면 대통령이 총리를 해임할 수 있는 것은 맞지만, 다음 정부가 형성될 때까지는 해산된 정부가 정부 기능을 대행해야 하며, 대통령 명령 또한 입법회에서 승인을 받아야 하기 때문에, 파야드 정부가 정당성이 부족하다고 비판하였다. 이후 입법회 회의는 열리지 않았기 때문에, 입법회는 파야드 정부를 승인하지 않았으며, 압바스 대통령은 2007년 9월 대통령령울 통해 입법회 선출 방식을 완전한 비례대표제로 바꾸어, 입법회의 승인 절차를 우회하였다.
하마스 주도의 연정 해산에 따라, 팔레스타인 자치 정부는 실질적으로 하마스 지배 하의 가자 지구와, 자치 정부 지배 하의 서안 지구로 나뉘게 되었다.
국제 사회는 압바스가 설립한 비상 정부를 빠르게 승인하였다. 미국과 유럽연합은 파야드 정부를 인정하는 동시에, 팔레스타인 자치 정부에 대한 경제적 제제를 종료하였다. 이스라엘은 하마스의 집권 후부터 압류하고 있던 팔레스타인 관세 징수분을 자치 정부에 지급하였다. 중동 콰르텟은 압바스에 대한 지지를 다시 드러내며, 자치 정부와의 관계를 정상화하였다. 유엔 사무총장 반기문은 압바스 대통령의 '법과 질서를 회복'하려는 노력에 국제 사회가 동참해 달라고 호소하였다. 동시에, 이스라엘과 이집트는 가자 지구 봉쇄를 시작하였다.

### 종교적 영향
팔레스타인 자치 정부의 공식 종교는 이슬람교이며, 팔레스타인에는 비무슬림의 종교의 자유를 보호하는 법이 특별히 존재하지 않는다. 가자 지구 장악 이후 하마스는 "가자 지구 내에서의 세속주의와 이단성의 종말"을 선포하였으며, 팔레스타인 해방기구와 팔레스타인 매체 일부는 하마스가 가자 지구에서 이슬람 토후국을 설립하려고 하며, 이를 위해 폭력, 독재, 이슬람주의를 이용하고 있다고 주장하였으나, 하마스 대표 이스마일 하니야는 사실이 아니라고 반박하였다. 가자 지구의 하마스 대변인은, 하마스가 가자 지구에 이슬람 율법을 도입하고 있다고 발표하였으나, 이에 대해 추방된 하마스 대표 칼레드 마샬은 사실과 다르다고 밝혔다.
팔레스타인 인구 중 기독교인은 약 1.3%로, 서안 지구에 35,000명, 동예루살렘에 12,500명, 가자 지구에 3,000명이 거주하고 있다. 하마스의 가자 지구 점령 이틀 후, 하마스 무장대원들은 가자 지구 내의 로마 가톨릭교회 소속 학교와 수도원을 파괴하고 약탈하였다. 이슬람 운동 단체 지하디아 살라피야는 가자 지구에 이슬람교 율법을 적용하며, 인터넷 카페, 당구장, 술집의 영업 금지와, 히잡을 착용하지 않은 여성의 외출 금지 조치를 취했다. 지하디아 살라피야 대표 세이크 아부 사케르는, 가자 지구 내 기독교인은 이슬람 율법을 따라야만 계속 거주할 수 있으며, 전도 활동을 할 경우 강력하게 처벌할 것이라고 밝혔다. 기독교인이 운영하는 이발소, 음반 판매소, 학교에 대한 공격이 이어졌다. 2007년 10월 7일에는 가자 지구 내 유일한 기독교 서점이 공격받아 주인이 사망하였으며, 2008년 2월에는 가자 지구 내 YMCA 도서관이 폭파되었다.

### 무기
하마스는 미국, 이집트, 요르단이 파타에게 공급했던 소화기 수천 정과 전투 차량 8대를 포획하였다.